# Культура Айдахо
Культу́ра Айда́хо — совокупность культурных ценностей, традиций и обычаев североамериканского штата Айдахо.
В культуре Айдахо, как неотъемлемой части США, нашло отражение основных общенациональных культурных тенденций. С другой стороны, благодаря своим историко-географическим и этнографическим характеристикам, в штате сложились собственные уникальные направления в традициях, искусстве, кухне и других аспектах.

## Этнография
Задолго до прихода европейцев на территории Айдахо проживало множество индейцев. К началу XIX века их численность составляла до 8 000 человек. Впоследствии множество округов и поселений штата получило название по индейским племенам и терминологии. С 1592 года северо-западные территории начали исследоваться испанскими первопроходцами. Они ознакомили коренное население с такими достижениями цивилизации, как домашние свиньи, лошади, индейки, а также с томатами, фасолью, кукурузой и чесноком. Экспедиции Льюиса и Кларка впоследствии встречались испаноговорящие индейцы. Активное исследование территории франкоканадскими трапперами привело к образованию франкоязычных топонимов, например, таких как Кер-д’Ален и Бойсе. Свой вклад в культурное наследие штата сделали и гавайцы: в честь наёмных работников пушных компаний и членов экспедиций с Гавайских островов был назван округ Овайхи. Среди маунтинменов и первопоселенцев было множество испанцев и мексиканцев. Некоторые трапперы, торговцы и шахтёры были чернокожими. Вплоть до конца гражданской войны лишь свободные или бежавшие из рабства афроамериканцы переезжали на запад США. В конце XIX века в Айдахо было расквартировано несколько рот 24-го пехотного полка, состоящего из афроамериканцев. В их обязанности входило подавление шахтёрских восстаний в Кёр-д’Алене. На 1900 год в Айдахо насчитывалось 940 чернокожих поселенцев. Во время золотой лихорадки в Калифорнии слухи о богатых золотом недрах США быстро дошли до британской колонии в Гонконге и распространились по всему Китаю. Поэтому после открытия в Айдахо в 1860—1870 годах обширных месторождений на земли будущего штата хлынули тысячи китайцев. К 1870 году среди шахтёров большинство были китайцами. Всего, согласно переписи этого года, в Айдахо проживало 4 269 китайцев (28,5 % от совокупной численности населения). Между 1900 и 1920 годами в Айдахо прибыло множество баскских иммигрантов. Их основным родом деятельности был выпас овец. Ныне в Бойсе насчитывается наиболее многочисленная диаспора басков в США. В 1914 году в штате был избран первый в стране губернатор с еврейскими корнями, Мозес Александер. Альфред Гатри-младший писал:

Повсюду в Айдахо есть люди, поселившиеся в штате, и коренные жители, которые отказываются уезжать просто потому, что преимущества от проживания там стоят больше тех денег, которые могли бы быть заработаны за пределами штата. Они любят небольшие городки и общины, им по душе свободное пространство, и в их глазах отражается грандиозность горных вершин, а уши заполнены их величественной тишиной.
Оригинальный текст (англ.)
Throughout Idaho are men who have settled in the state and natives who refuse to leave simply because the side rewards of living there are greater than the greater money they might make outside. They like small towns and small-city associations, and they like free space, and they fill their eyes with grandeur and their ears with the great silence of the mountains.

## Мероприятия и заведения
В Айдахо проводится множество ярмарок, фестивалей и мероприятий, посвящённых первопроходцам. Так, индейцы Кер-д’Алена проводят реконструкции встреч с первыми католическими миссионерами. В Льюистоне регулярно проводятся родео. Орофино проводит дни дровосека. В окружном центре округа Вашингтон, городке Вайсер, каждый июнь проходит конкурс скрипачей, в честь чего на гербе округа изображён скрипач. В городке Шелли каждый сентябрь проводится «Ежегодный День Картофеля» (англ. Annual Spud Day), посвящённый основной сельскохозяйственной культуре штата. В Айдахо расположено 68 кинотеатров и более 150 музеев. Самым большим является Исторический музей Айдахо в Бойсе, в нём представлены экспонаты со времён динозавров до современности. Примечателен расположенный в Блэкфуте Музей Картофеля Айдахо, посвящённый главной сельскохозяйственной культуре, возделываемой в штате. Также в Бойсе есть профессиональные балетные труппы, симфонические и оперные оркестры, помимо этого в городе регулярно проводится Шекспировский фестиваль. В Университете Айдахо, расположенном в городе Москоу, проводится Джазовый фестиваль Лайонела Хэмптона.

## Кухня
Заметное влияние на кухню штата оказал картофель. В 1937 году была создана даже собственная комиссия по популяризации картофеля, выращиваемого в штате. Кроме того, существует отдельный сорт картофеля «айдахо», отличающегося крупным размером и подающегося к столу запечённым в фольге. В Айдахо пользуется популярностью специальный соус для картофеля фри фрай-соус, готовящийся с таким специфическим ингредиентом как вустерский соус. Также в штате с 1918 года выпускаются конфеты Idaho Spud (Айдахская картофелина), сделанные из маршмэллоу со вкусом кокоса, покрытых оболочкой из заменителя какао.